# Chaloem Phra Kiat, Nan
Chaloem Phra Kiat (tiếng Thái: เฉลิมพระเกียรติ) là một huyện (amphoe) thuộc tỉnh Nan, phía bắc Thái Lan.

## Lịch sử
Huyện được lập ngày 5 tháng 12 năm 1996, cùng với 4 huyện hác vào dịp kỷ niệm lần thứ 50 ngày lên ngôi của vua Bhumibol Adulyadej.
Khu vực huyện này được lập từ hai huyện - tambon Huai Kon trước đây thuộc huyện Thung Chang, còn Khun Nan trước đây thuộc huyện Bo Kluea.

## Địa lý
Các huyện giáp ranh (từ phía nam theo chiều kim đồng hồ): Bo Kluea, Pua và Thung Chang. Phía đông bắc là tỉnh Xaignabouli của Lào.

## Hành chính
Huyện này được chia thành 2 phó huyện (tambon), các đơn vị này lại được chia ra thành 22 làng (muban). Không có khu vực thành thị, có 2 Tổ chức hành chính tambon.
| STT | Tên      | Tên tiếng Thái | Số làng | Dân số |  |
| 1.  | Huai Kon | ห้วยโก๋น         | 7       | 2.832  |  |
| 2.  | Khun Nan | ขุนน่าน          | 15      | 6.328  |  |